# فنلاند در المپیک تابستانی ۱۹۵۶

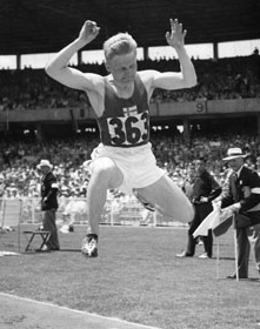
ورزشکار المپیک ۱۹۵۶

فنلاند در بازی‌های المپیک تابستانی ۱۹۵۶ که در شهر ملبورن استرالیا برگزار شد، کاروان فنلاند با ۶۴ ورزشکار در این رقابت‌ها شرکت کرد و موفق به کسب ۱۵ مدال (۳ طلا، ۱ نقره، ۱۱ برنز) شد. در جدول رتبه‌بندی توزیع مدال‌ها، فنلاند در ردهٔ ۱۳ مسابقات قرار گرفت.